# The Addams Family (computerspel)
The Addams Family is een platformspel gebaseerd op de gelijknamige film uit 1991. Het spel is ontwikkeld en uitgegeven door Ocean Software voor de Sega Mega Drive, Sega Master System, Super NES, Amiga, en andere consoles. Alle personages lijken op hun filmversies.

## Basis
In het spel neemt de speler de rol aan van Gomez Addams. Hij moet de rest van de familie, die ontvoerd is, bevrijden. Allemaal worden ze vastgehouden in het landhuis van de familie, en elk wordt bewaakt door een eindbaas. Alleen Lurch en Thing zijn niet gevangen. Thing geeft Gomez gedurende het spel tips indien Gomez een rode doos vindt met een “A” erop.
Gomez begint bij de voordeur van het huis. Binnen het huis kan hij de levels in willekeurige volgorde doorlopen. De speler ontdekt als snel dat het landhuis vol geheimen, verborgen gangen en bijlevels zit.
Gomez kan vijanden verslaan doorop ze te springen (gelijk aan de Super Mario-spellen). Hij kan ook voorwerpen oppakken en naar de vijand gooien.
In de loop van het spel kon de speler wachtwoorden verzamelen om zo een spel weer vanaf een bepaald punt te beginnen.

## Eindbazen
Hoewel Tully Alford en Ms. Craven (de schurken uit de film) wel worden genoemd in de handleiding van het spel en ook even in het spel zelf, worden ze niet gezien. Maar weinig elementen van de film zijn in het spel verwerkt. De eindbazen zijn allemaal monsters die niet in de film meededen.
- Ghastly Goblin: de baas die Wednesday vasthoudt in de crypte van de familie. Hij schiet schedels af.
- Mad Scientist: deze baas houdt Pugsley vast in de speelkamer. Hij is een groot zwevend hoofd dat mesbladen afvuurt.
- Vuurdraak: de baas die Oma vasthoudt in het fornuis. Hij spuwt vuur en kan in de lava duiken.
- De Heks: de baas die Fester vasthoudt in de galerij. Gomez moet op de gehypnotiseerde Fester springen om deze baas te verslaan.
- Nasty Judge: de laatste en sterkste eindbaas. Hij houdt Morticia vast. Gomez kan hem pas bevechten als hij de andere familieleden heeft bevrijd. Nadat deze baas is verslagen, is het spel afgelopen.

## Andere versies
- Een versimpelde versie van het spel werd uitgebracht voor de NES onder de titel "Pugsley's Scavenger Hunt". Hierin was Pugsley de hoofdpersoon.
- Het spel had een versie voor de NES en Sega Game Gear/Sega Master System. Dit spel had andere graphics en een minder lineaire gameplay.

## Platforms
| Jaar | Platform                      |
| ---- | ----------------------------- |
| 1992 | Amiga, Arcade, Atari ST, SNES |
| 1993 | Sega Mega Drive               |

## Ontvangst
| Beoordeeld door | Platform | Datum           | Score |
| --------------- | -------- | --------------- | ----- |
| Amiga Action    | Amiga    | juli 1992       | 94%   |
| N-Force         | SNES     | juli 1992       | 90%   |
| Pixel-Heroes.de | Amiga    | 7 augustus 2008 | 90%   |
| Pelit           | Amiga    | maart 1992      | 90%   |
| N-Force         | SNES     | november 1992   | 87%   |
| ST Format       | Atari ST | augustus 1992   | 74%   |
| Amiga Joker     | Amiga    | mei 1992        | 71%   |
| Power Play      | SNES     | juni 1992       | 71%   |
| Nintendo Life   | SNES     | 22 oktober 2010 | 70%   |
| Power Unlimited | Genesis  | april 1994      | 70%   |